# 确山站
确山站，位于中华人民共和国河南省驻马店市确山县盘龙街道，是京广铁路上的火车站，建于1903年，由武汉铁路局管辖。

## 歷史
- 建于1903年。

## 外部連結
- 中国铁路客户服务中心 （页面存档备份，存于）